# Мытеница (село)
Мытеница (болг. Мътеница) — село в Болгарии. Находится в Пловдивской области, входит в общину Хисаря. Население составляет 111 человек.

## Политическая ситуация
Мытеница подчиняется непосредственно общине и не имеет своего кмета.
Кмет (мэр) общины Хисаря — Георги Николов Пирянков (инициативный комитет) по результатам выборов в правление общины.